# Canal do Linguado
El canal do Linguado (lit., 'canal del Lenguado') es un canal fluvio-marítimo natural de Brasil localizado en el estado de Santa Catarina, que conecta la bahía de Babitonga con el océano Atlántico, separando la isla de São Francisco do Sul del continente, y formando una laguna que se une al mar por la barra sur de la referida bahía.
Tiene una longitud de aproximadamente 23 km. Su ancho medio es de 2 km y se vuelve más estrecho en la dirección de la barra sur, siendo más ancho en la dirección de Babitonga. Hay algunos ríos que desembocan en las aguas del canal, como los ríos Parati e Paranaguá-Mirim, en Araquari, y los ríos Pinheiros e Miranda de menor expresión.
El canal, en el tramo lagunar sur, además de estrecho, tiene veintidós islotes, sin contar la isla do Linguado (a veces denominada João Dias), que es la mayor en todo el brazo de mar, con cuatro kilómetros de largo. Son ejemplos la isla do Monteiro y la isla do Lino, que están prácticamente unidas a la isla de São Francisco, y la isla da Passagem, que está casi unida a las márgenes continentales.
La salida al mar del canal fue cerrada por un terraplén —más o menos  a mitad del canal, en el tramo de la isla do Linguado—  para permitir el paso del ferrocarril en el año 1935. Esto ocasionó una serie de problemas ecológicos en la bahía de Babitonga y en la laguna de la Barra do Sul porque el flujo de las corrientes de marea tenía gran influencia en la dinámica estuarina. Se observó a partir de entonces una disminución de las profundidades de la bahía, con el estancamiento y caída en el rendimiento de las actividades pesqueras. Hoy se discute la reapertura del canal para volver a permitir el flujo normal de las corrientes de marea.
Antes de ser aterrazado, el canal servía de vía de navegación con un flujo razonable de tráfico marítimo ya que era franqueado por barcos de hasta 4 metros de calado que podían cruzar  la barra sur en condiciones de pleamar (marea alta).